# La fine della signora Cheyney
La fine della signora Cheyney  (The Last of Mrs. Cheyney) è un film del 1937 diretto da Richard Boleslawski. Il regista morì prima del termine delle riprese e il film fu terminato da Dorothy Arzner e George Fitzmaurice che, però, non vennero accreditati.

## Produzione
Il film fu prodotto dalla Metro-Goldwyn-Mayer (MGM). Venne girato nei Metro-Goldwyn-Mayer Studios al 10202 di W. Washington Blvd. a Culver City dal 27 novembre 1936 al 3 febbraio 1937.

## Distribuzione
Distribuito dalla Metro-Goldwyn-Mayer (MGM), il film uscì nelle sale cinematografiche USA il 19 febbraio 1937 con il titolo originale The Last of Mrs. Cheyney.

## Differenti versioni
Dalla pièce teatrale di Frederick Lonsdale vennero tratti diversi adattamenti cinematografici:
- L'onestà della signora Cheyney (The Last of Mrs. Cheyney) di Sidney Franklin (1929) interpretato da Norma Shearer
- La fine della signora Cheyney di Richard Boleslawski (1937) interpretato da Joan Crawford
- L'avventuriera (The Law and the Lady) di Edwin H. Knopf (1951), interpretato da Greer Garson
- I piaceri della signora Cheney (Frau Cheneys Ende) di Franz Josef Wild (1961), interpretato da Lilli Palmer